# John Bogolo Erzuah
John Bogolo Erzuah es un diplomático ghanés retirado.
- De 1951 a 1956 fue Secretario ministerial en el Ministerio de Educación.
- Presidió muchos comités de educación y bienestar social.
- Fue a la pie del Comité de Finanzas.
- Fue presidente de la comisión de Ghana ante la Unesco.
- De 1956 a 1957 fue ministro de Educación.
- En 1957 fue ministro sin cartera.
- De 1957 a junio de 1959 fue Alto Comisionado en Nueva Delhi.
- De 1959 a 1960 fue embajador en El Cairo.[1]